# Smokin' in the Boys Room
Smokin' in the Boys Room è un singolo della band statunitense Mötley Crüe dell'album Theatre of Pain del 1985.
Il brano è la cover di un brano omonimo dei Brownsville Station dall'album Yeah! del 1973.

## Formazione
- Vince Neil - voce
- Mick Mars - chitarra
- Nikki Sixx - basso
- Tommy Lee - batteria